# Catherine Zeta-Jones
Catherine Zeta-Jones, CBE, (/ˈziːtə/; sinh ngày 25 tháng 9 năm 1969) là diễn viên xứ Welsh từng giành giải Oscar và giải Tony.Sau khi đóng vai chính trong một số phim truyền hình của Vương quốc Anh và Hoa Kỳ và vai phụ trong các bộ phim điện ảnh, cô đã nổi bật với vai diễn trong bộ phim của Hollywood là bộ phim hành động The Mask of Zorro và phim tội phạm kinh dị năm 1999 Entrapment. Vai trò đột phá của cô là trong bộ phim năm 2000 Traffic, cô đã lần đầu tiên được đề cử giải Quả cầu vàng Nữ diễn viên phụ xuất sắc nhất. Các phim nổi tiếng khác Chicago (2002, giành giải Oscar và giải BAFTA nữ diễn viên phụ xuất sắc nhất), phim ca nhạc A Little Night Music (2010).

## Danh sách các phim
| Năm  | Tên                                 | Vai diễn                   | Notes |
| ---- | ----------------------------------- | -------------------------- | --- |
| 1990 | Les 1001 nuits                      | Scheherazade               | English: 1001 Nights |
| 1991 | The Darling Buds of May             | Mariette                   | |
| 1992 | Christopher Columbus: The Discovery | Beatriz                    | |
| 1993 | Splitting Heirs                     | Kitty                      | |
| 1994 | The Cinder Path                     | Victoria Chapmann          | |
| 1994 | The Return of the Native            | Eustacia Vye               | |
| 1995 | Catherine the Great                 | Catherine II               | |
| 1995 | Blue Juice                          | Chloe                      | |
| 1996 | The Phantom                         | Sala                       | |
| 1996 | Titanic (1996 Miniseries)"          | Isabella Paradine          | |
| 1998 | The Mask of Zorro                   | Eléna (De La Vega) Montero | - Blockbuster Entertainment Award for Favorite Female Newcomer - Nominated — Empire Award for Best British Actress - Nominated – Saturn Award for Best Actress |
| 1999 | Entrapment                          | Virginia Baker             | - Blockbuster Entertainment Award for Favorite Actress – Action - European Film Award for Best Actress - Nominated — Golden Raspberry Award for Worst Screen Couple(with Sean Connery) |
| 1999 | The Haunting                        | Theo                       | - Nominated — Blockbuster Entertainment Award for Favorite Actress – Horror - Nominated — Golden Raspberry Award for Worst Actress - Nominated — Golden Raspberry Award for Worst Screen Couple(with Lili Taylor) |
| 2000 | High Fidelity                       | Charlie Nicholson          | |
| 2000 | Traffic                             | Helena Ayala               | - Screen Actors Guild Award for Outstanding Performance by a Cast in a Motion Picture - Nominated — Blockbuster Entertainment Award for Favorite Actress – Drama - Nominated — Chicago Film Critics Association Award for Best Supporting Actress - Nominated — Empire Award for Best British Actress - Nominated — Golden Globe Award for Best Supporting Actress – Motion Picture |
| 2001 | America's Sweethearts               | Gwen Harrison              | |
| 2002 | Chicago                             | Velma Kelly                | - Academy Award for Best Supporting Actress - BAFTA Award for Best Actress in a Supporting Role - Broadcast Film Critics Association Award for Best Cast - Broadcast Film Critics Association Award for Best Supporting Actress - Evening Standard British Film Award for Best Actress - Phoenix Film Critics Society Award for Best Supporting Actress - Screen Actors Guild Award for Outstanding Performance by a Cast in a Motion Picture - Screen Actors Guild Award for Outstanding Performance by a Female Actor in a Supporting Role - Nominated — Golden Globe Award for Best Actress – Motion Picture Musical or Comedy - Nominated — Online Film Critics Society Award for Best Supporting Actress - Nominated — Phoenix Film Critics Society Award for Best Cast |
| 2003 | Sinbad: Legend of the Seven Seas    | Marina                     | Voice role |
| 2003 | Intolerable Cruelty                 | Marylin Rexroth            | |
| 2004 | The Terminal                        | Amelia Warren              | |
| 2004 | Ocean's Twelve                      | Isabel Lahiri              | Nominated — Broadcast Film Critics Association Award for Best Cast |
| 2005 | The Legend of Zorro                 | Eléna (De La Vega) Montero | Nominated – People's Choice Award for Favorite Female Action Star |
| 2007 | No Reservations                     | Kate Armstrong             | |
| 2007 | Death Defying Acts                  | Mary McGarvie              | |
| 2009 | The Rebound                         | Sandy                      | |
| 2012 | Playing the Field                   | Denise                     | Post-production |
| 2012 | Lay the Favorite                    | Tulip Heimowitz            | |
| 2012 | Rock of Ages                        | Patricia Whitmore          | |
| 2013 | Broken City                         | Emily Barlow               | Completed |
| 2013 | The Bitter Pill                     |                            | Post-production |
| 2013 | Red 2                               |                            | Pre-production |

## Theatre Credits
| Year | Show                 | Role             | Awards and nominations |
| ---- | -------------------- | ---------------- | --- |
| 1981 | Annie                | Annie            | |
| 1983 | Bugsy Malone         | Tallulah         | |
| 1986 | The Pajama Game      | Chorus           | |
| 1987 | 42nd Street          | Peggy Sawyer     | |
| 1989 | Street Scene         | Mae Jones        | |
| 2009 | A Little Night Music | Desiree Armfeldt | - Tony Award for Best Actress in a Musical - Drama Desk Award for Outstanding Actress in a Musical - Outer Critics Circle Award for Outstanding Actress in a Musical |

## Đời sống cá nhân
Catherine Zeta-Jones kết hôn với Michael Douglas vào ngày 18 tháng 11 năm 2000, họ có với nhau 2 người con: Dylan Michael (2000) và Carys Zeta (2003) 